# Șezlong

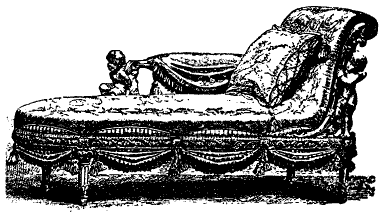
Un șezlong în stil rococo din secolul al XVIII-lea

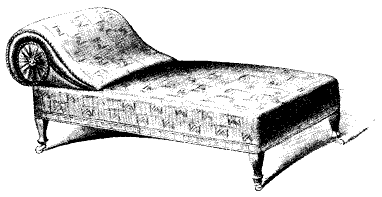
Un șezlong de la sfârșitul secolului al XIX-lea

Un șezlong (din franceză chaise longue) este de obicei o sofa tapițată în formă de scaun care este suficient de lungă pentru a sprijini picioarele. Termenul „șezlong” este, de asemenea, folosit în țările anglo-saxone. 
În franceza modernă, termenul chaise longue se poate referi la orice scaun înclinat lung, cum ar fi scaunul pliant, care este o piesă de mobilier mai ușoară și pliantă destinată inițial pentru odihna pasagerilor de pe puntea navelor transatlantice. O traducere literală este „scaun lung”. În Statele Unite ale Americii, termenul chaise longue este folosit pentru a se referi la orice scaun lung, înclinat. Cu toate acestea, el este aproape întotdeauna scris chaise lounge, termen rezultat din asamblarea cuvântului francez „chaise” și a cuvântului englezesc „lounge”.
Șezlongul a fost asociat în mod tradițional cu psihanaliza și mulți psihanaliști continuă să păstreze șezlongurile în cabinetele lor pentru a fi utilizate în psihoterapie.

## Origine

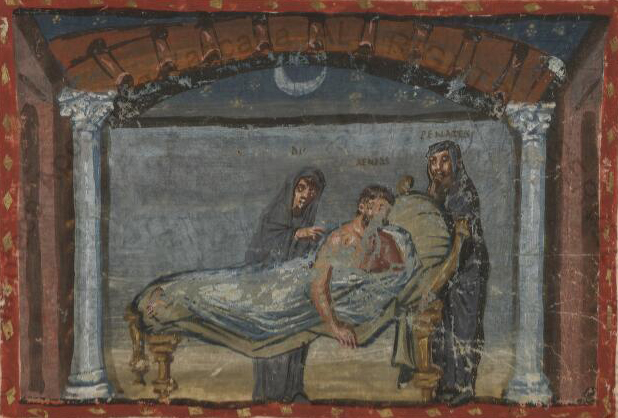
Șezlong (Klinai) într-un manuscris roman din secolul al IV-lea

Se crede că primul amestec între scaun și patul de zi a apărut în Egipt. Cele mai vechi modele cunoscute au fost fabricate din bețe de palmier legate între ele cu funii sau piei netăbăcite. Mai târziu, producătorii egipteni de paturi au introdus cadre de lemn acoperite cu fildeș sau abanos, iar multe exemple de acest tip au fost găsite în mormintele persoanelor din prima dinastie (3100-2890 î.Hr.).
Vechea artă greacă îi descrie pe zei și zeițe întinși pe acest tip de scaun. Cuvântul grecesc moderne symposion provine de la sympinein, care înseamnă „a bea împreună”. În Grecia antică acest cuvânt era asociat cu ideea de petrecere cu muzică și cu conversație. Principalul element de mobilier pentru un simpozion era kline, un model de pat de zi. Grecii și-au schimbat practica obișnuită de a sta la masă cu practica de a se întinde pe canapele încă din secolul al VIII-lea î.Hr.
Romanii au folosit de asemenea un pat de zi pentru a se relaxa în timpul zilei și pentru a dormi noaptea. Dezvoltat după modelul grecesc, patul de zi roman a fost proiectat cu picioare sculptate în lemn sau în bronz. Romanii au adaptat, de asemenea, un scaun în stil șezlong pentru accubatio (întinderea corpului în timpul unei mese). La banchetele romane, numărul obișnuit de persoane care ocupau un pat era trei, cu trei paturi de zi formând trei laturi ale unui mic pătrat, astfel încât tricliniul (sala de mese a unei reședințe romane) permitea o petrecere de nouă persoane. Romanii nu practicau tapițarea obiectelor de mobilier, astfel încât canapelele erau făcute confortabile prin așezarea pe ele a unor perne, cuverturi ușoare și piei de animale.
În societatea victoriană, șezlongul era folosit de către soțiile care așteptau sosirea soților. Deoarece informațiile privind controlul nașterilor (și dispozitivele de control al nașterilor) s-au îmbunătățit și au devenit mai răspândite, șezlongurile au fost tot mai puțin la modă. Marghanita Laski a fost autoarea unui roman istoric intitulat The Victorian Chaise-longue, care a fost publicat în 1953.

## Variante

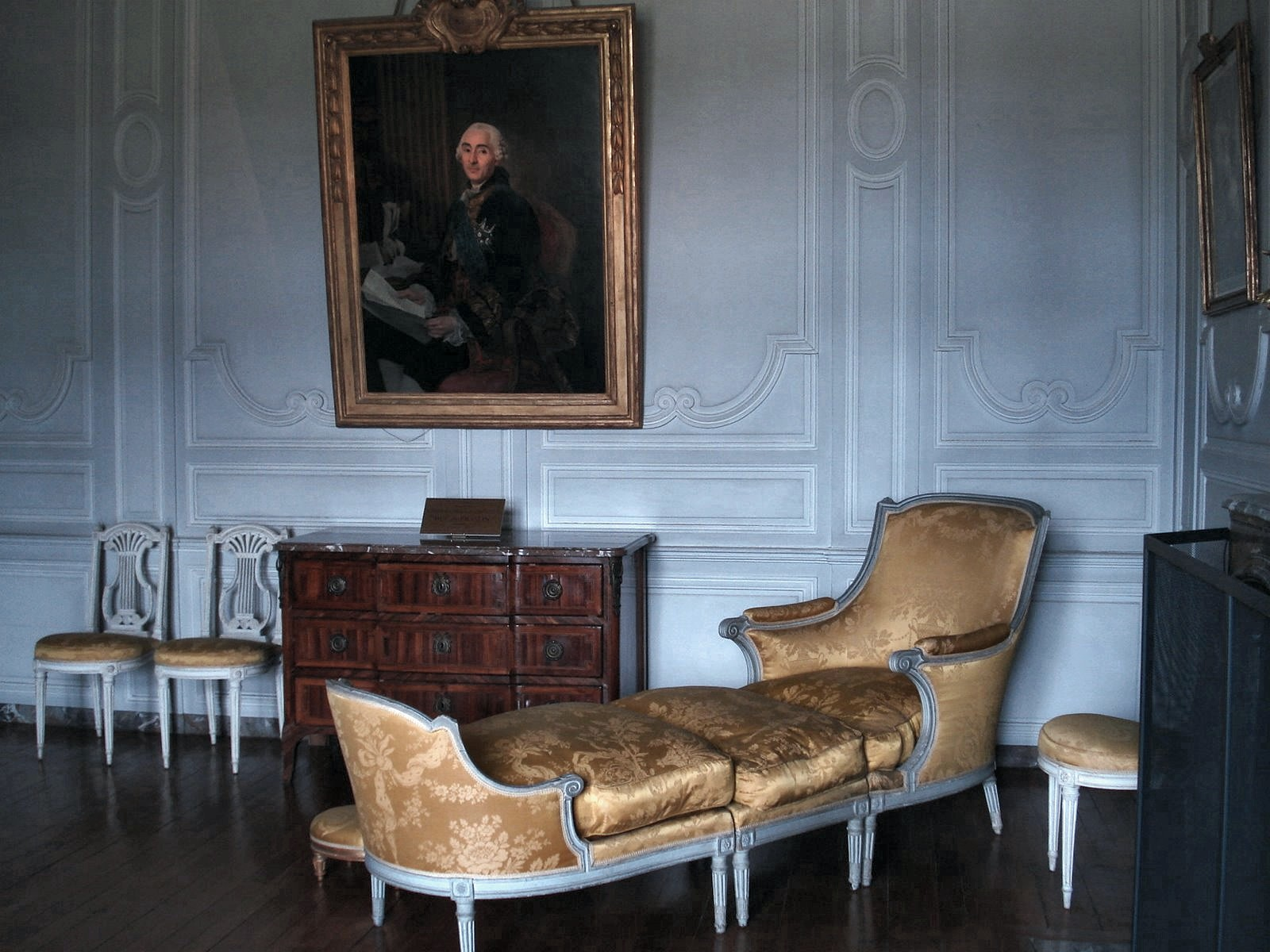
Duchesse brisée

- Duchesse brisée (Ducesa ruptă în franceză): acest cuvânt este folosit pentru a desemna un scaun lung format din mai multe părți, în care suportul pentru picioare este separat de scaun, sau două șezlonguri așezate față-în-față cu o mică piesă de mobilier pentru a susține picioarele între cele două.[5] Originea numelui este necunoscută.

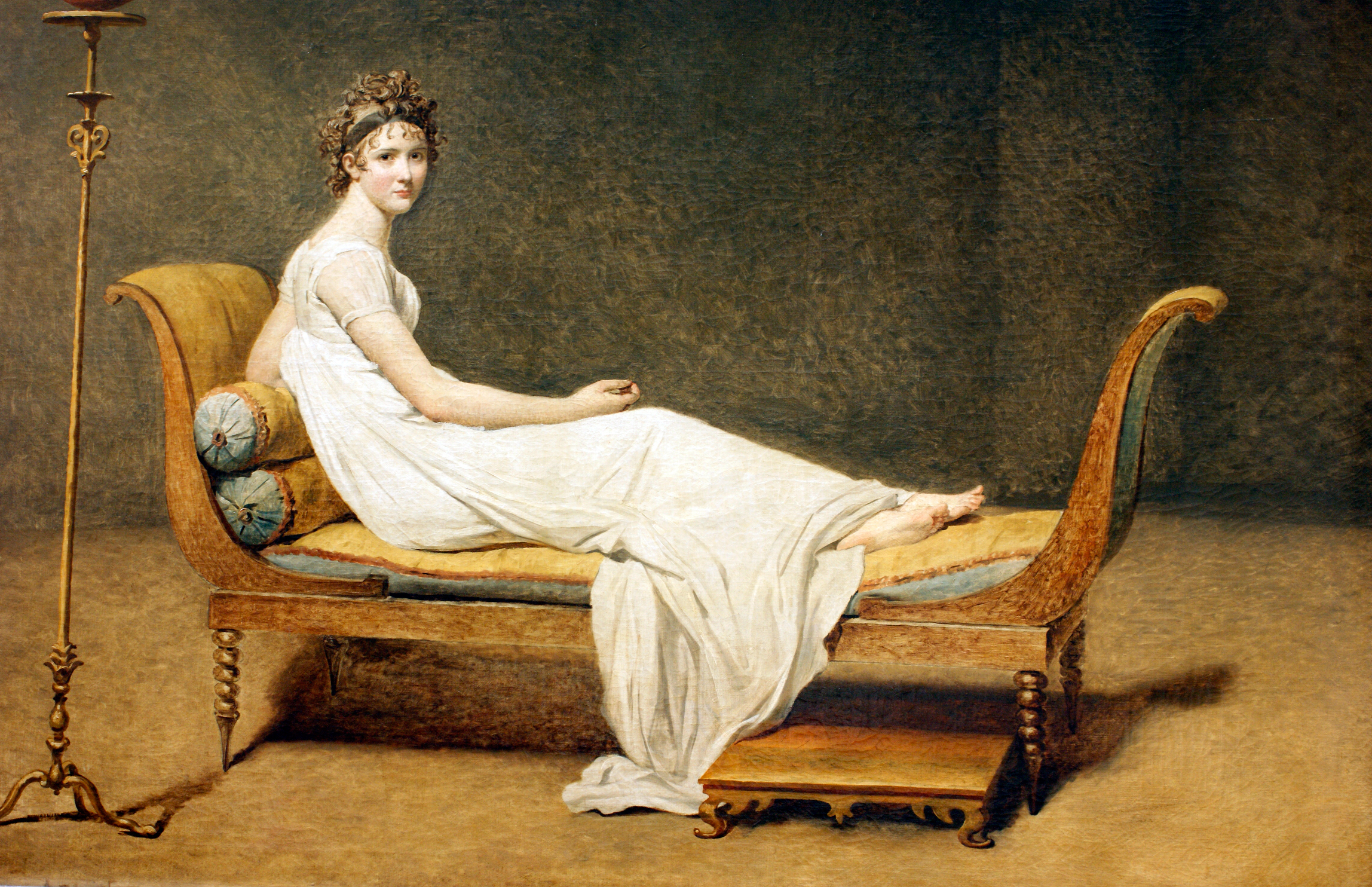
Recamier

- Recamier sau récamière: este o banchetă cu două capete ridicate la aceeași înălțime și nimic pe părțile laterale. Este uneori asociat cu stilul Empire (neoclasic). El poartă numele personalității mondene Juliette Récamier (1777-1849), care a fost pictată în anul 1800 așezată într-o postură elegantă pe una dintre aceste piese de mobilier. Forma recamierului este similară cu cea a tradiționalului lit bateau („patul vapor”), dar el este destinat salonului și nu dormitorului.[5] Această piesă de mobilier este asemănătoare cu Méridienne (de mai jos) și apropiată de canapea.

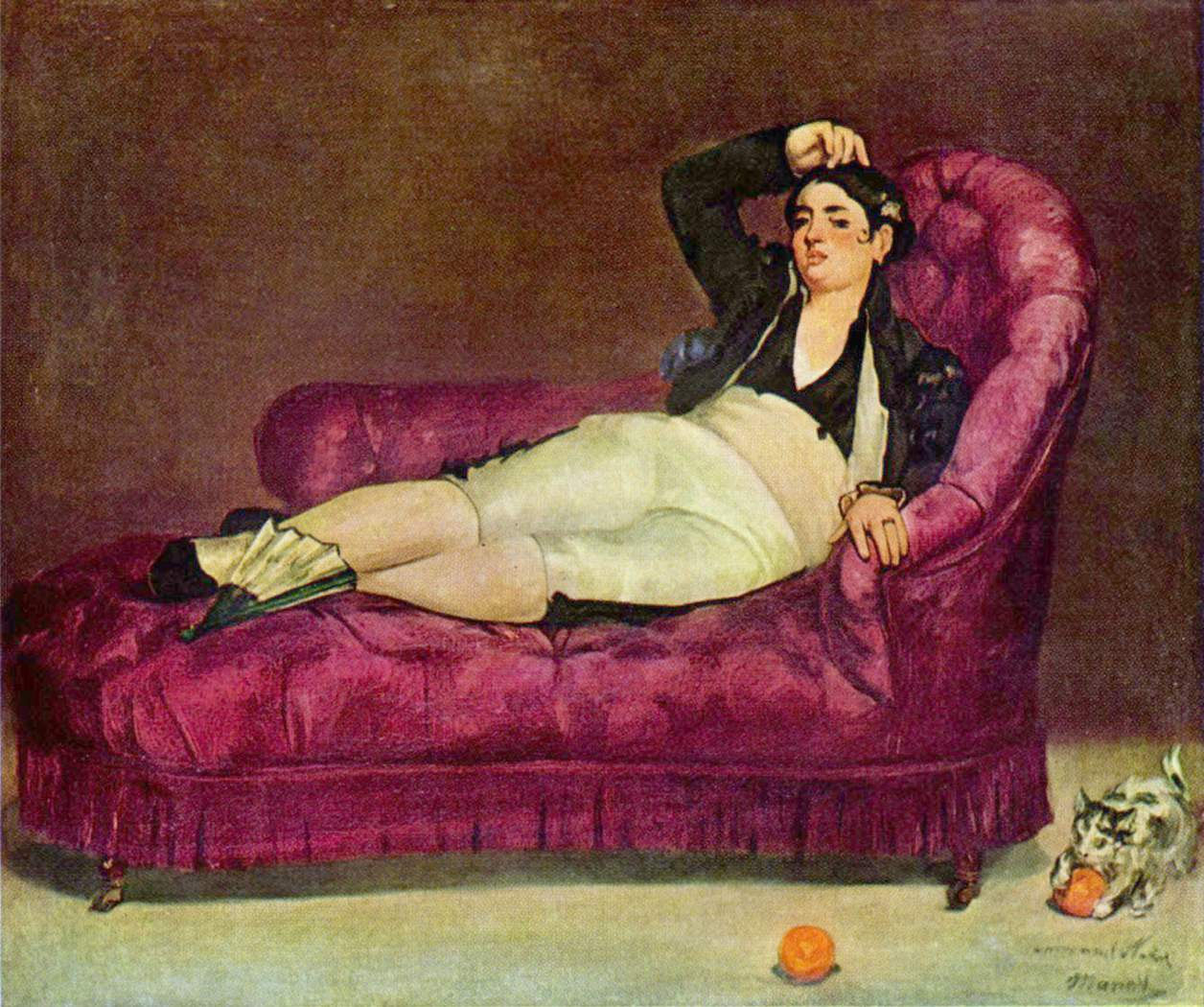
Méridienne

- Méridienne: este o banchetă ce are suportul pentru cap ridicat și un suport pentru picioare mai jos. Indiferent dacă are ceva sau nu la capătul pentru picioare, fotoliile de tip méridienne sunt paturi de zi asimetrice. Ele erau populare în casele persoanelor din înalta societate a Franței la începutul secolului al XIX-lea. Numele său provine de la utilizarea sa tipică: odihna la mijlocul zilei, când soarele se află în apropierea meridianului.[5][6]